# Megaselia clementsi
Megaselia clementsi är en tvåvingeart som beskrevs av Ronald Henry Lambert Disney 1978. Megaselia clementsi ingår i släktet Megaselia och familjen puckelflugor. Inga underarter finns listade i Catalogue of Life.